# ويليام ستايرون
ويليام كلارك ستايرون (11 يونيو 1925 - 1 نوفمبر 2006) (بالإنجليزية: William Clark Styron Jr) روائي وكاتب مقالات أمريكي، فاز بجوائز أدبية كبرى عن أعماله.

## نشأته
نشأ في ولاية فرجينيا، ودرس وتعلم بها، تخرج من جامعة ديوك، وحصل على شهادة البكالوريوس في الآداب. خدم في سلاح المشاة البحرية، ثم أصبح ملازم أول أثناء الحرب العالمية الثانية. انتقل إلى نيويورك وعمل في الكتابة في ماكجرو هيل. عانى من نوبة اكتئاب حادّة عام 1985، وعندما استعاد عافيته، كتب مذكرات "الظلام المرئي"، وهو العمل الذي اشتهر به خلال العقدين الأخيرين من حياته.

## أعماله
- أرقد في الظلام (1951).
- الزحف الطويل (1956).
- أشعل هذا البيت نار (1960).[15]
- اعترافات نات تيرنر (1967).
- اختيارات صوفيا (1979).
- الظلام المرئي (1990).

- صباح المد والجزر (1993).[16]

## روابط خارجية
- ويليام ستايرون على موقع IMDb (الإنجليزية)
- ويليام ستايرون على موقع الموسوعة البريطانية (الإنجليزية)
- ويليام ستايرون على موقع ألو سيني (الفرنسية)
- ويليام ستايرون على موقع إن إن دي بي (الإنجليزية)
- ويليام ستايرون على موقع قاعدة بيانات الفيلم (الإنجليزية)